# Acmella
Acmella – rodzaj roślin z rodziny astrowatych (Asteraceae). Obejmuje ok. 30 gatunków występujących w strefie tropikalnej, w tym kilka gatunków szeroko rozprzestrzenionych na różnych kontynentach (zwłaszcza A. uliginosa). Niektóre gatunki uprawiane jako ozdobne (np. A. oppositifolia) i warzywne (A. oleracea).

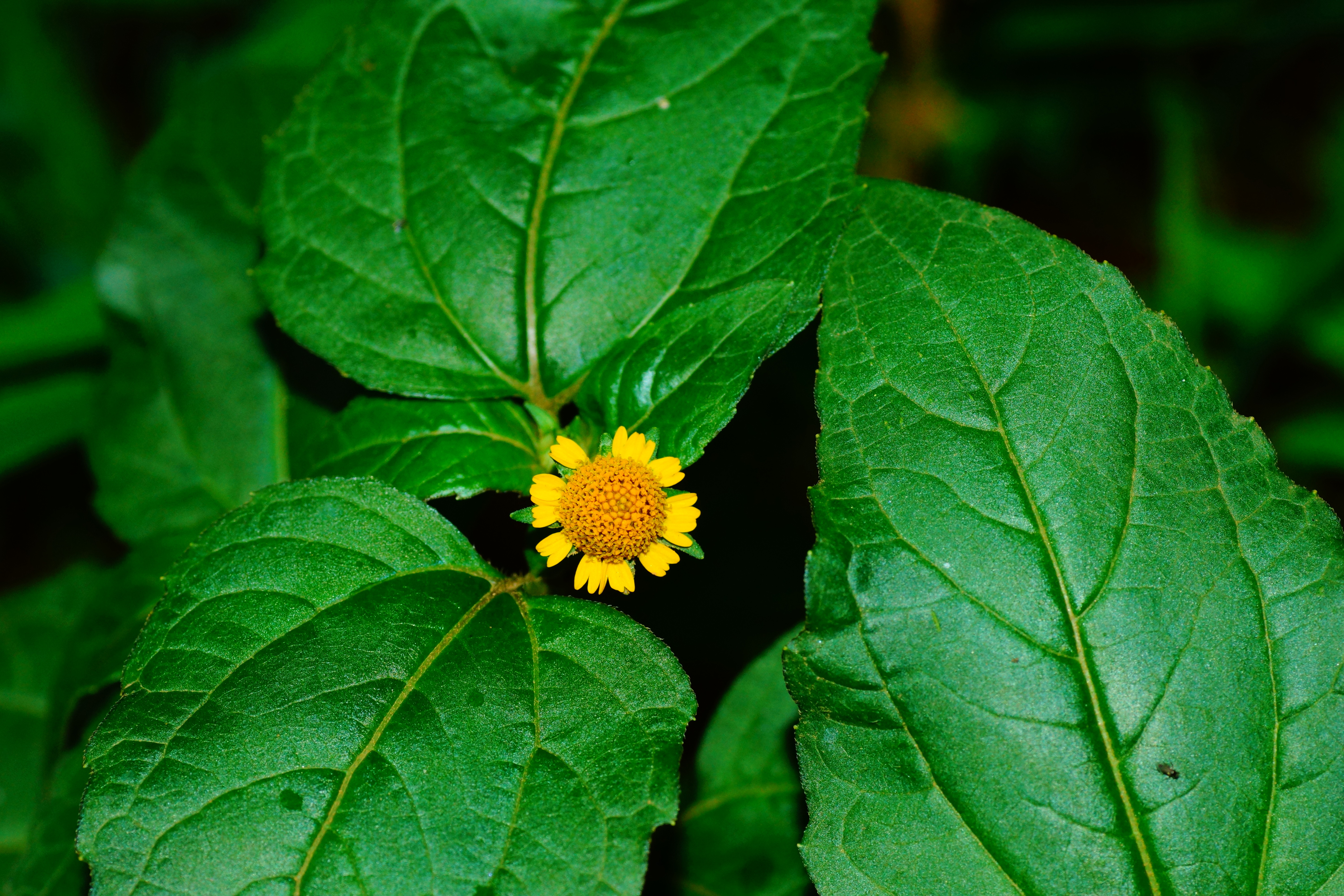
Acmella uliginosa

## Systematyka
Pozycja według APweb (aktualizowany system APG III z 2009)
Jeden z rodzajów z plemienia Heliantheae z podrodziny Asteroideae w obrębie rodziny astrowatych (Asteraceae) z rzędu astrowców (Asterales) należącego do dwuliściennych właściwych.
Wykaz gatunków
- Acmella alba (L'Hér.) R.K.Jansen
- Acmella alpestris (Griseb.) R.K.Jansen
- Acmella bellidioides (Sm.) R.K.Jansen
- Acmella brachyglossa Cass.
- Acmella calva (DC.) R.K.Jansen
- Acmella caulirhiza Delile
- Acmella ciliata (Kunth) Cass.
- Acmella darwinii (D.M.Porter) R.K.Jansen
- Acmella decumbens (Sm.) R.K.Jansen
- Acmella filipes (Greenm.) R.K.Jansen
- Acmella glaberrima (Hassl.) R.K.Jansen
- Acmella grandiflora (Turcz.) R.K.Jansen
- Acmella grisea (Chodat) R.K.Jansen
- Acmella iodiscaea (A.H.Moore) R.K.Jansen
- Acmella leptophylla (DC.) R.K.Jansen
- Acmella leucantha (Kunth) R.K.Jansen
- Acmella lundellii R.K.Jansen
- Acmella oleracea (L.) R.K.Jansen
- Acmella oppositifolia (Lam.) R.K.Jansen
- Acmella paniculata (Wall. ex DC.) R.K.Jansen
- Acmella papposa (Hemsl.) R.K.Jansen
- Acmella pilosa R.K.Jansen
- Acmella poliolepidica (A.H.Moore) R.K.Jansen
- Acmella psilocarpa R.K.Jansen
- Acmella pusilla (Hook. & Arn.) R.K.Jansen
- Acmella radicans (Jacq.) R.K.Jansen
- Acmella ramosa (Hemsl.) R.K.Jansen
- Acmella repens (Walter) Rich. ex Pers.
- Acmella serratifolia R.K.Jansen
- Acmella sodiroi (Hieron.) R.K.Jansen
- Acmella uliginosa (Sw.) Cass.